# أندريا غاردينر
أندريا غاردينر (بالإنجليزية: Andrea Gardiner)‏ هي متزلجة فنية أمريكية، ولدت في 10 يناير 1981 في باي تاون في الولايات المتحدة.

## وصلات خارجية
- أندريا غاردينر على موقع الاتحاد الدولي للتزلج (الإنجليزية)